# Calomicrus bicolor
Calomicrus bicolor es un coleóptero de la familia Chrysomelidae.
Fue descrita científicamente por primera vez en 1989 por Kimoto.